# 郑欣淼

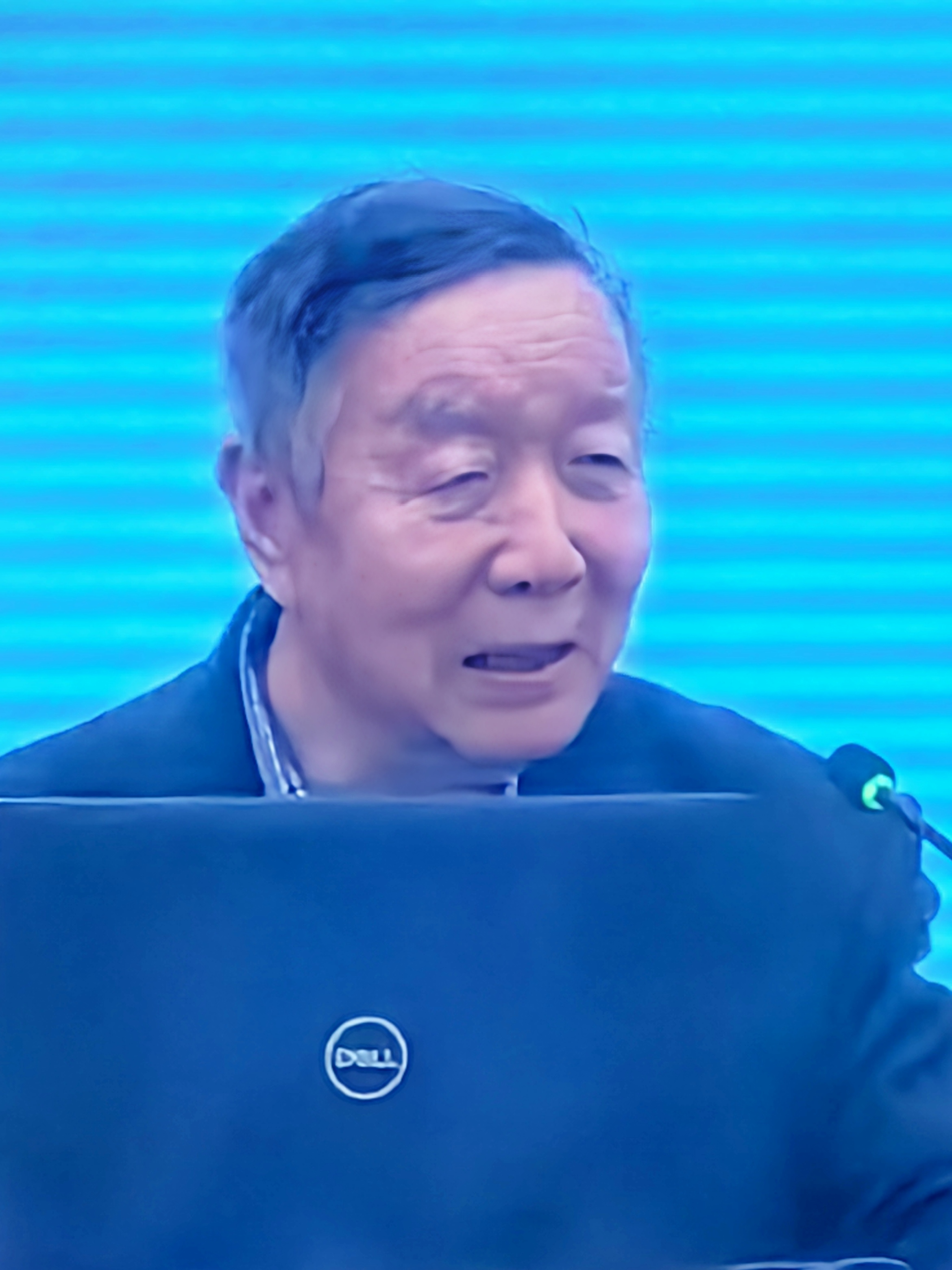
郑欣淼在珞珈讲坛(2024）

郑欣淼（1947年10月—），男，陕西澄城人，中华人民共和国政治人物，中国作家协会会员，曾任故宫博物院院长、党委书记，中华人民共和国文化部副部长。现任中国鲁迅研究会名誉会长，中华诗词学会会长。

## 生平
郑欣淼是西北大学党政专修科毕业，大专学历。早年曾长期在陕西省直机关工作；历任中共陕西省委研究室副处长、处长、副主任、主任，中共陕西省委副秘书长。1992年11月，调中共中央政策研究室，任文化组组长；1995年9月，出任青海省人民政府副省长。
1998年，转任国家文物局副局长、兼党组副书记。2002年9月，升任文化部副部长，10月10日起兼任故宫博物院院长。在郑欣淼之前，北京故宫博物院院长之位已经悬空11年之久。时任主管文化事务的国务院副总理李岚清，指示郑欣淼的首要任务是对故宫的修葺工作。上任一个月内后，故宫启动了自1911年以来的首次整体大修，工程历时18年，规划总投资19亿人民币。其后，郑欣淼主持制定了《故宫保护总体规划（大纲）》；并对馆藏文物进行清理造册。
2003年，在南京博物院的一次学术研讨会上，郑欣淼首次提出“故宫学”；并于2005年，在《故宫学刊》创刊中，发表长达37000字的《故宫学述略》。
2008年10月因年龄到限，不再担任文化部副部长职务。2012年1月，卸任故宫博物院院长、党委书记职务。

## 著作
1. 《政策学》，陕西人民出版社 1989年
2. 《文化批判与国民性改造》，陕西人民出版社 1990年
3. 《社会主义文化新论》，中国青年出版社 1995年
4. 《鲁迅与宗教文化》，陕西人民教育出版社 1996年，中国社会科学出版社 2004年
5. 《雪泥集》，陕西人民教育出版社 1994年
6. 《陟高集》，中国青年出版社 2000年
7. 《郑欣淼诗词百首》，线装书局2006年
8. 《天府永藏——两岸故宫博物院文物藏品概述》，紫禁城出版社2008年；艺术家出版社（台湾），2009年3月。
9. 《紫禁内外》，紫禁城出版社2008年
10. 《故宫与故宫学》，紫禁城出版社2009年
11. 《守望经典——郑欣淼谈故宫》，紫禁城出版社2009年